# Thoma (érudite)
Pour les articles homonymes, voir Thoma.
Thoma (décédée en 1127), également appelée Habiba de Valence, était une érudite arabe andalouse connue pour avoir écrit plusieurs livres faisant autorité sur la grammaire et la jurisprudence ,. On sait très peu de choses sur sa vie.